# Kaki King
Katherine Elizabeth King, más conocida como Kaki King (24 de agosto de 1979), es una guitarrista y compositora estadounidense. Es conocida por su percusión y teñido de melodías de jazz, con enérgicos shows en vivo, el uso de afinaciones múltiples en acústica y la guitarra lap steel, y su amplia gama de diferentes géneros.

## Biografía
Desde niña, su padre la animó a participar en la música, y aunque ella empezó a tocar la guitarra a una edad temprana, el tambor fue el primer instrumento.
En su adolescencia, King tocaba en la banda de la escuela, junto a su novio Morgan Jahnig, ahora bajista de Old Crow Medicine Show. Al graduarse, ella y su amigo fueron a New York University. Durante su tiempo ahí, Katherine adoptó la guitarra, y tocaba en fiestas o en los subtes de Nueva York. Fue en este tiempo también que descubrió su atracción por las mujeres y desde entonces se identifica libremente como lesbiana. Después de los acontecimientos del 11 de septiembre de 2001, King toca en el subterráneo de Nueva York para "animar" a las personas.
King combina el estilo fret-tapping con el slap bass, así como loops, que crea un sonido de percusión complejo. Su estilo de tocar es similar al de Michael Hedges y Preston Reed, el último de los cuales ella cita como influencia. A pesar de que ella tiene un estilo parecido y el mismo apellido que Justin King, no tienen parentesco.
Las primeras grabaciones de ella, son composiciones más acústicas, pero en sus viajes del 2005 se vio un mayor uso de guitarras eléctricas y loops. Durante algunos espectáculos, ella hizo saber que había firmado un contrato con Sony.
Para su tercer álbum ...Until We Felt Red, Kaki tomó la decisión de apartarse de su anterior estilo, más bien por un deseo de escapar de ser encasillada como una artista solista instrumental. El álbum se caracteriza por mostrar más la voz de King que en otros álbumes.
Con la preeminencia de guitarras eléctricas en su nuevo álbum, la página web sobre música AV Club, llamó a su estilo post-rock.
En un boletín de Myspace enviado el 5 de julio de 2006, Kaki anunció que saldría de gira con la banda entera.
Recientemente, ella fue nombrada la primera mujer "Guitar God" (Dios de la guitarra), por la revista Rolling Stone.
Ella, también contribuyó en el álbum de Foo Fighters, Echoes, Silence, Patience and Grace, en la canción "Ballad of the Beaconsfield Miner". Y también, tocó junto a esta banda el 18 de noviembre de 2007, en el O2 Arena en Londres.
King también apareció en una nueva película, August Rush, desempeño el papel de personaje principal y aparece en varias partes, tocando la guitarra. Además, contribuyó en la música para la película del 2007, Into the Wild, producida y dirigida por Sean Penn.

## Discografía
- Everybody Loves You (2003)
- Legs to Make Us Longer (2004)
- ...Until We Felt Red (2006)
- Dreaming of Revenge (2008)
- Junior (2010)
- Glow (2012)
- The Neck Is a Bridge to the Body(2015)
- Modern Yesterdays (2020)
- Sei (2025)